# Pandanus pendulinus
Pandanus pendulinus är en enhjärtbladig växtart som beskrevs av Ugolino Martelli. Pandanus pendulinus ingår i släktet Pandanus och familjen Pandanaceae. Inga underarter finns listade.